# خط عرض 5° شمال
خط عرض 5° شمال هي إحدى دوائر العرض الجغرافية، وهي دوائر وهمية تحيط بالكرة الأرضية، وموازية لخط الاستواء، وتتميز هذه الدائرة بأن الأراضي الواقعة عليها تنتمي للمنطقة المدارية الحارة.

## حول العالم
يبدأ من خط الزوال الأولي ويتجه شرقا، خط عرض 5° شمال يمر عبر:
| الإحداثيات                         | البلد أو الإقليم أو البحر   | ملاحظات |
| ---------------------------------- | --------------------------- | --- |
| 5°0′N 0°0′E / 5.000°N 0.000°E      | المحيط الأطلسي              | خليج بنين |
| 5°0′N 5°26′E / 5.000°N 5.433°E     | نيجيريا                     | |
| 5°0′N 8°41′E / 5.000°N 8.683°E     | الكاميرون                   | |
| 5°0′N 14°41′E / 5.000°N 14.683°E   | جمهورية إفريقيا الوسطى      | |
| 5°0′N 19°14′E / 5.000°N 19.233°E   | جمهورية الكونغو الديمقراطية | |
| 5°0′N 19°53′E / 5.000°N 19.883°E   | جمهورية إفريقيا الوسطى      | |
| 5°0′N 24°18′E / 5.000°N 24.300°E   | جمهورية الكونغو الديمقراطية | |
| 5°0′N 24°38′E / 5.000°N 24.633°E   | جمهورية إفريقيا الوسطى      | |
| 5°0′N 25°8′E / 5.000°N 25.133°E    | جمهورية الكونغو الديمقراطية | |
| 5°0′N 27°29′E / 5.000°N 27.483°E   | جنوب السودان                | |
| 5°0′N 35°49′E / 5.000°N 35.817°E   | إثيوبيا                     | |
| 5°0′N 45°3′E / 5.000°N 45.050°E    | الصومال                     | |
| 5°0′N 48°16′E / 5.000°N 48.267°E   | المحيط الهندي               | Passing between مالوسمدولو الجنوبية وHorsburgh Atoll [لغات أخرى]‏, جزر المالديف · مرورا بشمال the جزيرة كاشيدو, جزر المالديف |
| 5°0′N 95°21′E / 5.000°N 95.350°E   | إندونيسيا                   | جزيرة سومطرة |
| 5°0′N 97°44′E / 5.000°N 97.733°E   | مضيق ملقا                   | |
| 5°0′N 100°24′E / 5.000°N 100.400°E | ماليزيا                     | مضيق ملقا |
| 5°0′N 103°19′E / 5.000°N 103.317°E | بحر الصين الجنوبي           | |
| 5°0′N 114°55′E / 5.000°N 114.917°E | بروناي                      | On the جزيرة بورنيو |
| 5°0′N 115°7′E / 5.000°N 115.117°E  | خليج بروناي                 | |
| 5°0′N 115°27′E / 5.000°N 115.450°E | ماليزيا                     | صباح (ماليزيا), جزيرة بورنيو |
| 5°0′N 118°52′E / 5.000°N 118.867°E | بحر سيليبس                  | Passing شمالي Sibutu islands, الفلبين · Passing between the جزر Bongao وSimunul, الفلبين |
| 5°0′N 120°0′E / 5.000°N 120.000°E  | الفلبين                     | جزيرة Bilatan |
| 5°0′N 120°1′E / 5.000°N 120.017°E  | بحر سيليبس                  | مرورا بجنوب the جزر Banaran وMantabuan, الفلبين |
| 5°0′N 125°23′E / 5.000°N 125.383°E | المحيط الهادئ               | Passing between the جزر ولاية سونسورول وPulo Anna, بالاو · مرورا بجنوب Satawan وكوسراي atolls, ولايات ميكرونيسيا المتحدة · Passing between حلقة نامدريك وEbon atolls, جزر مارشال · مرورا بشمال Teraina atoll, كيريباتي · مرورا بجنوب جزيرة كوكوس, كوستاريكا |
| 5°0′N 77°22′W / 5.000°N 77.367°W   | كولومبيا                    | |
| 5°0′N 67°48′W / 5.000°N 67.800°W   | فنزويلا                     | |
| 5°0′N 60°35′W / 5.000°N 60.583°W   | البرازيل                    | رورايما |
| 5°0′N 59°59′W / 5.000°N 59.983°W   | Disputed area               | Controlled by غيانا, تملكه فنزويلا |
| 5°0′N 58°50′W / 5.000°N 58.833°W   | غيانا                       | |
| 5°0′N 57°42′W / 5.000°N 57.700°W   | سورينام                     | لحوالي 7 km |
| 5°0′N 57°38′W / 5.000°N 57.633°W   | غيانا                       | لحوالي 6 km |
| 5°0′N 57°34′W / 5.000°N 57.567°W   | سورينام                     | لحوالي 8 km |
| 5°0′N 57°30′W / 5.000°N 57.500°W   | غيانا                       | لحوالي 12 km |
| 5°0′N 57°24′W / 5.000°N 57.400°W   | سورينام                     | |
| 5°0′N 54°26′W / 5.000°N 54.433°W   | فرنسا                       | غويانا الفرنسية |
| 5°0′N 52°25′W / 5.000°N 52.417°W   | المحيط الأطلسي              | |
| 5°0′N 9°2′W / 5.000°N 9.033°W      | ليبيريا                     | |
| 5°0′N 7°32′W / 5.000°N 7.533°W     | ساحل العاج                  | |
| 5°0′N 5°56′W / 5.000°N 5.933°W     | المحيط الأطلسي              | خليج غينيا |
| 5°0′N 2°40′W / 5.000°N 2.667°W     | غانا                        | |
| 5°0′N 1°38′W / 5.000°N 1.633°W     | المحيط الأطلسي              | خليج بنين |